# The Rocky Horror Picture Show (soundtrack)
The Rocky Horror Picture Show är filmmusiken från filmen The Rocky Horror Picture Show, utgiven 1975 på Ode Records. 

## Låtlista

### Originalutgåva 1975
Alla låtar är skrivna och komponerade av Richard O'Brien. 
| 1. | Science Fiction/Double Feature | Richard O'Brien                                 | 4:30 |
| 2. | Dammit Janet                   | Barry Bostwick, Susan Sarandon                  | 2:51 |
| 3. | Over at the Frankenstein Place | Barry Bostwick, Susan Sarandon, Richard O'Brien | 2:37 |
| 4. | Time Warp                      | Richard O'Brien, Patricia Quinn, Little Nell    | 3:15 |
| 5. | Sweet Transvestite             | Tim Curry                                       | 3:21 |
| 6. | I Can Make You a Man           | Tim Curry                                       | 2:07 |
| 7. | Hot Patootie – Bless My Soul   | Meat Loaf                                       | 3:00 |
| 8. | I Can Make You a Man (Reprise) | Tim Curry                                       | 1:44 |

| 1. | Touch-a, Touch-a, Touch-a, Touch Me                                                         | Susan Sarandon, Little Nell, Patricia Quinn, Tim Curry, Barry Bostwick, Richard O'Brien, Trevor White | 2:27 |
| 2. | Eddie                                                                                       | Jonathan Adams, Little Nell, Susan Sarandon, Tim Curry                                                | 2:44 |
| 3. | Rose Tint My World: a. "Floor Show" b. "Fanfare/Don't Dream It" c. "Wild and Untamed Thing" | Little Nell, Trevor White, Barry Bostwick, Susan Sarandon, Tim Curry, Jonathan Adams                  | 8:13 |
| 4. | I'm Going Home                                                                              | Tim Curry                                                                                             | 2:48 |
| 5. | Super Heroes                                                                                | Barry Bostwick, Susan Sarandon, Jonathan Adams                                                        | 2:45 |
| 6. | Science Fiction/Double Feature (Reprise)                                                    | Richard O'Brien                                                                                       | 1:26 |